# ماهر شوكوروف
ماهر شوكوروف (12 ديسمبر 1982 بباكو في أذربيجان - ) هو لاعب كرة قدم أذربيجاني في مركز الدفاع. شارك مع منتخب أذربيجان لكرة القدم. أما مع النوادي، فقد لعب مع أنجي محج قلعة وأنطاليا سبور وكارسياكا ونادي إنتر باكو ونادي خزر لنكران ونادي قبله ونادي نيفتشي باكو وFK Genclerbirliyi Sumqayit ‏ وShuvalan FK ‏ وShafa Baku FK ‏ وKarvan FK ‏.

## وصلات خارجية
- ماهر شوكوروف على موقع الاتحاد الأوربي (الإنجليزية)
- ماهر شوكوروف على موقع اتحاد تركيا (لاعب) (الإنجليزية)
- ماهر شوكوروف على موقع اتحاد تركيا (لاعب) (الإنجليزية)
- ماهر شوكوروف على موقع قاعدة بيانات كرة القدم.إي يو (الإنجليزية)
- ماهر شوكوروف على موقع ناشيونال فوتبول تيمز (الإنجليزية)
- ماهر شوكوروف على موقع Soccerway.com (الإنجليزية)
- ماهر شوكوروف على موقع عالم كرة القدم.نت (الإنجليزية)
- ماهر شوكوروف على موقع AS.com (الإسبانية)